# 神保良
神保 良（じんぼ りょう、4月22日 - ）は、日本の俳優、スーツアクター。本名：同じ。群馬県出身。

## 略歴
劇団テアトルダールに所属し、『ブンナよ木からおりてこい』『山椒大夫』などに出演。
劇団脱退ののちに殺陣の仕事の世界に入り立ち回りアクションを習得。以降時代劇の立ち回りの仕事が多くなる。同時にヒーロー物の仕事も平行して増えて行く。
舞台では新宿コマ劇場時代の時から北島三郎特別公演に出演、そこから北島公演のレギュラーとなる。なお北島三郎が名付けた座付き殺陣グループ「迴勇会」に所属、北島公演の殺陣をリードしている。
俳優白木みのるとは師弟関係にある。

## 人物
役者、映画、テレビ、舞台で活動中。声の仕事・イベントの司会等も行っている。

## 出演

### 映画
- 超少女レイコ
- ザ・サムライ
- 47の刺客
- 極道ソクラテス
- 仮面ライダー×スーパー戦隊 スーパーヒーロー大戦（2012年）

### テレビドラマ
- 新OL三人旅　十和田　奥入瀬殺人事件
- 街
- 駅ーステーションー
- ヨコハマ幽霊ホテル
- 世にも奇妙な物語1992冬
- 整形手術
- ないしょのハーフムーン
- おれっちの星空野球
- あなたが欲しい
- リップスティック奇談
- 奇妙な出来事
- 竜馬におまかせ
- ピラメキーノ
- ざっくり戦士ピラメキッド
- ごきげん歌謡笑劇団
- 浪漫クエスト

### オリジナルビデオ
- SF忍者サイバートリップ
- 隠密くノ一列伝 秘められた女忍び
- エキサイトX
- ZEN/グラドルヒロイン危機一髪!キューティーローズ（前編 / 後編）出演：岡本果奈美、永瀬はるか 他
- バーンアウトW（前編 / 後編）

### 舞台
- 北島三郎特別公演（新宿コマ劇場 / 梅コマ劇場 / 劇場飛天 / 博多座 / 御園座 / 青山劇場 / 日生劇場 / 明治座）
- 小林幸子特別公演（新宿コマ劇場）
- 藤田まこと特別公演（新宿コマ劇場 / 明治座 / 劇場飛天 / 中日劇場 他全国巡業）
- 森進一特別公演（新宿コマ劇場）
- 八代亜紀特別公演（新宿コマ劇場）
- 中村美津子特別公演（新宿コマ劇場）

### CM
- ダイワハウス Dルーム
- ウィルコム